# Ульоа-и-Перейра, Луис де
Дон Луис де Ульоа-и-Перейра (исп. Luis de Ulloa y Pereira; крещён  15 декабря 1584, Торо (Самора), Кастилия-Леон — 1674, там же) — испанский поэт, прозаик эпохи барокко, гуманист, политик. Представитель Золотого века Испании.

## Биография
Таланты выделяли его среди поэтов, появившихся в Испании во времена правления короля Филиппа IV. Герцог Оливарес стал его покровителем. Луис получил должность коррехидора города Леона. Вышел в отставку с этой должности, провёл  последние годы жизни на покое и умер в 1674 или 1660 году.
Произведения в прозе и стихах Уллоа были собраны его старшим сыном в один том (Мадрид, 1659 и 1674). Помимо сонетов, шансонов и сатир, автор стихотворений в семьдесят шесть октав под названием «Ракель, или Любовь Альфонса VIII», которые были переведены на французский язык во втором томе «Смесей иностранной литературы». Темой этого интересного поэтического повествования, заимствованного из истории Испании XII века, является смерть прекрасной еврейки, которая после семи лет пленения короля Альфонсо VIII защитила всех представителей своего народа от этого монарха и была безжалостно убита отрядом заговорщиков, чтобы освободить короля от её влияния.
Автор духовных стихов. Как прозаик известен своими "Семейными и литературными воспоминаниями". Сочинения Уллоа и Перейры кроме поэмы — лирика и проза изданы в 1674 г.

## Сочинения
- Alfonso Octavo Príncipe perfecto, diuertido por Hermosa, ó por Raquel Hebrera: en rimas castellanas, s. l., 1643;
- Fiestas que se celebraron en la Corte por el nacimiento de don Felipe Próspero Príncipe de Asturias, haze memoria dellas el Rey [...] poniéndolas en las manos del [...] señor marqués de Heliche don Luis de Ulloa Pereira [Madrid], 1658;
- Obras de don Luis de Vlloa Pereira: prosas y versos, añadidas en esta última impressión, recogidas y dadas a la estampa por D. Iuan Antonio de Vlloa Pereira su hijo, Madrid, Imprenta del Reyno, 1674.
- Memorias familiares y literarias del poeta D. Luis de Ulloa, introd. de M. Artigas, Madrid, Sociedad de Bibliófilos Españoles, 1925